# Daniel Burnham
Daniel Hudson Burnham (4. září 1846 Henderson, New York – 1. června 1912 Heidelberg, Německo) byl americký architekt a urbanista. Patřil k předním postavám chicagské školy. Jeho ústřední úloha byla rozpoznána, když byl jmenován stavebním šéfem Světové kolumbijské výstavy v Chicagu v roce 1893. Silně se angažoval v územním plánování Washingtonu, San Francisca a Chicaga samého.

## Nejznámější stavby
- Rookery Building, 1887, Chicago
- Masonic Temple Building, 1891-1892, Chicago
- Reliance Building, 1894, Chicago
- Flatiron Building (původně Fuller Building), 1901-1903, New York